# ムラミルジペプチド
ムラミルジペプチド（Muramyl dipeptide）は、グラム陽性菌とグラム陰性菌の両方を構成するペプチドグリカンの一つ。IUPAC名は(4R)-4-[ [(2S)-2-[ [(2R)-2-[(2R,5S)-3-アセトアミド-2,5-ジヒドロキシ-6-(ヒドロキシメチル)オキサン-4-イル]オキシプロパノイル]アミノ]プロパノイル]アミノ]-5-アミノ-5-オキソパンタン酸。